# Athyrium setigerum
Athyrium setigerum là một loài dương xỉ trong họ Athyriaceae. Loài này được Hort., Gard.Chr. mô tả khoa học đầu tiên năm 1892.
Danh pháp khoa học của loài này chưa được làm sáng tỏ. 